# Karimganj (Distrikt)
Der Distrikt Karimganj (Bengalisch: করিমগঞ্জ জেলা) ist ein Distrikt des indischen Bundesstaates Assam. Verwaltungssitz ist die namensgebende Stadt Karimganj.

## Geografie

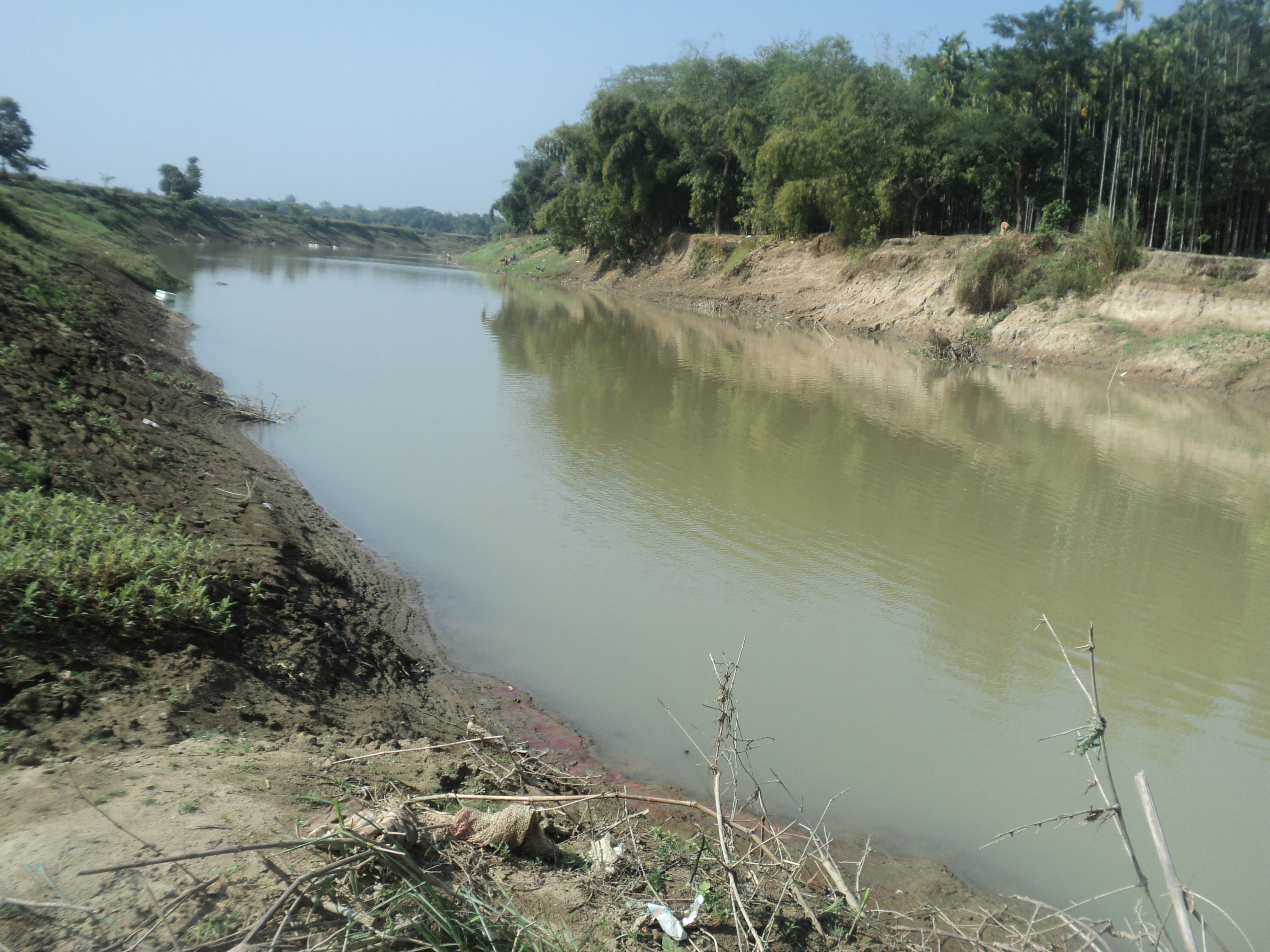
Der Longai bei Karimganj

Der Distrikt Karimganj liegt im Barak-Tal im Süden Assams an der Grenze zu Bangladesch. Im Süden grenzt er außerdem an die Nachbarbundesstaaten Mizoram und Tripura. Nachbardistrikte sind Cachar im Nordosten, Hailakandi im Osten (beide Assam), Mamit (Mizoram) im Süden und North Tripura (Tripura) im Südwesten. Im Westen und Nordwesten befindet sich die Staatsgrenze zu Bangladesch.
Die Fläche des Distrikts Karimganj beträgt 1.808 Quadratkilometer. Das Gebiet gehört größtenteils zur Flussebene des Barak. Geografisch ist das Barak-Tal als Erweiterung der Flussebenen Ostbengalens (Bangladeschs) zu sehen, während es vom Rest Assams durch die Barail-Berge isoliert wird. Im Nordosten des Distrikts verzweigt sich der Barak in die beiden Flussarme Surma und Kushiyara, die beide letztlich in den Meghna fließen. Letzterer bildet die Nordgrenze des Distrikts Karimganj gegenüber Bangladesch. Außerdem fließt der Longai, ein Nebenfluss des Kushiyara von Süden nach Norden durch das Distriktgebiet.
Während der nördliche Teil des Distrikts eben ist, ragen im Süden die Berge, die das Barak-Tal begrenzen, in das Distriktgebiet hinein. Drei langgezogene Höhenzüge ziehen sich in Nord-Süd-Richtung durch das Distriktgebiet: die bis zu 636 Meter hohen Chhatachura-Berge im Südosten an der Grenze zum Distrikt Hailakandi, die rund 240 Meter hohen Adamail- oder Patharia-Berge im Westen an der Grenze zu Bangladesch und die rund 460 Meter hohen Duhalia- oder Pratapgarh-Berge im südlich-zentralen Teil des Distrikts. Rund 30 Prozent der Fläche des Distrikts Karimganj ist bewaldet (Stand 1997/98).

## Geschichte
Die Geschichte des Gebiets um Karimganj ist eng mit der Bengalens und der heute zum Bangladesch gehörigen Stadt Sylhet verknüpft. Mit der Eroberung durch Hazarat Shah Jalal im Jahr 1328 kam Sylhet und damit auch die Gegend von Karimganj an das Sultanat von Bengalen, 1576 fiel es an das Mogulreich. Nach der Schlacht bei Plassey kam Bengalen 1765 unter britische Herrschaft. Das Gebiet wurde als Teil des Distrikt Sylhet in Britisch-Indien eingegliedert. 1874 wechselte der Distrikt aus Bengalen in die Provinz Assam.
Im Zuge der Teilung Indiens 1947 wurde der Distrikt Sylhet wegen seiner muslimischen Bevölkerungsmehrheit Pakistan (Ostpakistan, heutiges Bangladesch) zugeschlagen. Der östliche Teil des Distrikts um Karimganj kam aber an Indien und wurde in den Distrikt Cachar eingegliedert. 1983 löste sich der Distrikt Karimganj als eigenständiger Distrikt aus Cachar.

## Bevölkerung
Nach der Volkszählung 2011 hat der Distrikt Karimganj 1.228.686 Einwohner. Bei 673 Einwohnern pro Quadratkilometer ist der Distrikt sehr dicht besiedelt. Der Distrikt ist dennoch überwiegend ländlich geprägt. Von den 1.228.686 Bewohnern wohnen 1.118.986 Personen (91,07 %) auf dem Land und 109.700 Menschen in städtischen Gemeinden.
Der Distrikt Karimganj gehört zu den Gebieten Indiens, die nur gering von Angehörigen der „Stammesbevölkerung“ (scheduled tribes) besiedelt sind. Zu ihnen gehörten (2011) 1.940 Personen (0,16 Prozent der Distriktsbevölkerung). Es gibt 157.890 Dalits (scheduled castes; 12,85 Prozent der Distriktsbevölkerung) im Distrikt.
Die Bevölkerung besteht mehrheitlich aus Leuten, die im Distrikt geboren wurden. Von den Bewohnern sind 1.158.126 Personen (94,26 Prozent der Bewohner) im Distrikt geboren. Insgesamt 21.061 Personen wurden in anderen indischen Bundesstaaten geboren (darunter 13.460 Personen in Tripura, 1.524 Personen in Meghalaya, 1.374 Personen in Nagaland und 1.224 Personen in Westbengalen). Von den 11.244 im Ausland geborenen Personen sind 10.443 aus Bangladesch.

### Bevölkerungsentwicklung
Wie überall in Indien wächst die Einwohnerzahl im Distrikt Karimganj seit Jahrzehnten stark an. Die Zunahme betrug in den Jahren 2001–2011 21,9 Prozent. In diesen zehn Jahren nahm die Bevölkerung um rund 220.000 Menschen zu. Die Entwicklung verdeutlichen folgende Tabellen:
| Jahr      | 1901    | 1911    | 1921    | 1931    | 1941    | 1951    | 1961    | 1971    | 1981    | 1991    |
| Einwohner | 215.521 | 243.399 | 251.172 | 266.007 | 291.320 | 378.324 | 465.198 | 582.108 | k. Ang. | 827.063 |

### Bedeutende Orte
Im Distrikt gibt es insgesamt sieben Orte, die als Städte gelten. Darunter sind fünf Orte, die nur statistisch gesehen als Städte (notified towns) gelten.

### Bevölkerung des Distrikts nach Geschlecht
Der Distrikt hatte – für Indien üblich – stets mehr männliche als weibliche Einwohner. Bei den jüngsten Bewohnern (211.960 Personen unter 7 Jahren) liegen die Anteile bei 107.638 Personen männlichen (50,78 Prozent) zu 104.322 Personen (49,22 Prozent) weiblichen Geschlechts.
| Verteilung der Bevölkerung nach Geschlecht im Distrikt Karimganj |                   |                   |                   |                   |                   |                   |                   |                   |                   |                   |                   |                   |
|                                                                  | Volkszählung 1961 | Volkszählung 1961 | Volkszählung 1971 | Volkszählung 1971 | Volkszählung 1981 | Volkszählung 1981 | Volkszählung 1991 | Volkszählung 1991 | Volkszählung 2001 | Volkszählung 2001 | Volkszählung 2011 | Volkszählung 2011 |
| Anzahl                                                           | Anteil            | Anzahl            | Anteil            | Anzahl            | Anteil            | Anzahl            | Anteil            | Anzahl            | Anteil            | Anzahl            | Anteil            |                   |
| GESAMT                                                           | 465.198           | 100 %             | 582.108           | 100 %             | –                 | –                 | 827.063           | 100 %             | 1.007.976         | 100 %             | 1.228.686         | 100 %             |
| Männer                                                           | 243.470           | 52,34 %           | 301.654           | 51,82 %           | –                 | −                 | 425.018           | 51,39 %           | 517.680           | 51,36 %           | 625.864           | 50,94 %           |
| Frauen                                                           | 221.728           | 47,66 %           | 280.454           | 48,18 %           | −                 | −                 | 402.045           | 48,61 %           | 490.296           | 48,64 %           | 602.822           | 49,06 %           |

### Bevölkerung des Distrikts nach Sprachen
Durch seine Lage weist das Barak-Tal, zu dem der Distrikt Karimganj gehört, kulturell starke Affinitäten zu Bengalen auf. So ist die Hauptsprache das Bengalische. Auf Distriktebene besitzt es in Karimganj wie auch in den beiden anderen Distrikten des Barak-Tals neben dem Assamesischen, der Amtssprache Assams, einen offiziellen Status.
Die sprachlichen Minderheiten konzentrieren sich auf die Subdistrikte Patharkandi und Ramkrishna Nagar. Die meistgesprochenen Sprachen zeigt die folgende Tabelle:
| Jahr                                   | Bengali   | Bengali | Hindi  | Hindi | Bishnupria Manipuri | Bishnupria Manipuri | Bhojpuri | Bhojpuri | Manipuri | Manipuri | Odia  | Odia | Khasi | Khasi | Assami | Assami | Kokbarak | Kokbarak | Gesamt    | Gesamt   |
| Jahr                                   | Zahl      | %       | Zahl   | %     | Zahl                | %                   | Zahl     | %        | Zahl     | %        | Zahl  | %    | Zahl  | %     | Zahl   | %      | Zahl     | %        | Zahl      | %        |
| -------------------------------------- | --------- | ------- | ------ | ----- | ------------------- | ------------------- | -------- | -------- | -------- | -------- | ----- | ---- | ----- | ----- | ------ | ------ | -------- | -------- | --------- | -------- |
| 2011                                   | 1.067.063 | 86,85   | 70.056 | 5,70  | 24.184              | 1,97                | 20.293   | 1,65     | 8.883    | 0,72     | 7.019 | 0,57 | 3.710 | 0,30  | 3.017  | 0,25   | 2.775    | 0,23     | 1.228.686 | 100,00 % |
| Quelle: Ergebnis der Volkszählung 2011 |           |         |        |       |                     |                     |          |          |          |          |       |      |       |       |        |        |          |          |           |          |

### Bevölkerung des Distrikts nach Bekenntnissen
Bis 1991 überwogen die Hindus. Heute ist eine knappe Mehrheit der Bevölkerung muslimisch. In den Subdistrikten Patharkandi und Ramkrishna Nagar überwiegen noch die Hindus. Es gibt eine kleine christliche Minderheit. Diese besteht überwiegend aus Zugewanderten aus anderen Regionen Indiens. Die genaue religiöse Zusammensetzung der Bevölkerung zeigt folgende Tabelle:
| Jahr                                   | Buddhisten | Buddhisten | Christen | Christen | Hindus  | Hindus | Jainas | Jainas | Muslime | Muslime | Sikhs | Sikhs | Andere | Andere | keine Angaben | keine Angaben | Gesamt    | Gesamt   |
| Jahr                                   | Zahl       | %          | Zahl     | %        | Zahl    | %      | Zahl   | %      | Zahl    | %       | Zahl  | %     | Zahl   | %      | Zahl          | %             | Zahl      | %        |
| -------------------------------------- | ---------- | ---------- | -------- | -------- | ------- | ------ | ------ | ------ | ------- | ------- | ----- | ----- | ------ | ------ | ------------- | ------------- | --------- | -------- |
| 2011                                   | 446        | 0,04       | 11.990   | 0,98     | 521.962 | 42,48  | 524    | 0,04   | 692.489 | 56,36   | 114   | 0,01  | 110    | 0,01   | 1.051         | 0,09          | 1.228.686 | 100,00 % |
| Quelle: Ergebnis der Volkszählung 2011 |            |            |          |          |         |        |        |        |         |         |       |       |        |        |               |               |           |          |

## Bildung
Dank bedeutender Anstrengungen steigt die Alphabetisierung. Sie liegt mittlerweile bei rund 78,2 % (2001 noch 66,2 %). Dies ist ein guter Wert für Indien. Im städtischen Bereich können mehr als 95 Prozent der Männer lesen und schreiben. Auf dem Land bei den Frauen dagegen nur rund 70 Prozent. Typisch für indische Verhältnisse sind die starken Unterschiede zwischen den Geschlechtern und der Stadt-/Landbevölkerung. Dennoch sind die Unterschiede zwischen den Männern in den Städten und den Frauen auf dem Land selbst für Indien weit auseinander.
Die Werte sind zudem in den Subdistrikten sehr unterschiedlich. Sie schwanken zwischen 85,45 % (Männer 89,78 % und Frauen 80,97 %) im Subdistrikt Badarpur und 73,12 % (Männer 79,85 % und Frauen 66,06 %) im Subdistrikt Patharkandi. Alle Städte weisen sehr hohe Werte bei der Alphabetisierung auf.
| Alphabetisierung im Distrikt Karimganj |                   |                   |
| Einheit                                | Volkszählung 2011 | Volkszählung 2011 |
| Einheit                                | Anzahl            | Anteil            |
| GESAMT                                 | 795.297           | 78,22 %           |
| Männer                                 | 435.942           | 84,12 %           |
| Frauen                                 | 359.355           | 72,09 %           |
| STADT GESAMT                           | 91.037            | 92,82 %           |
| Stadt-Männer                           | 47.096            | 95,28 %           |
| Stadt-Frauen                           | 43.941            | 90,33 %           |
| LAND GESAMT                            | 704.260           | 76,66 %           |
| Land-Männer                            | 388.846           | 82,95 %           |
| Land-Frauen                            | 315.414           | 70,11 %           |
| Quelle: Ergebnis der Volkszählung 2011 |                   |                   |

## Verwaltungsgliederung
Der Distrikt war bei der letzten Volkszählung 2011 in fünf Subdistrikte aufgeteilt.
| Bevölkerung in den Subdistrikten       |          |          |           |           |            |            |             |             |                  |                  |
|                                        | Badarpur | Badarpur | Karimganj | Karimganj | Nilambazar | Nilambazar | Patharkandi | Patharkandi | Ramkrishna Nagar | Ramkrishna Nagar |
| Anzahl                                 | Anteil   | Anzahl   | Anteil    | Anzahl    | Anteil     | Anzahl     | Anteil      | Anzahl      | Anteil           |                  |
| GESAMT                                 | 164.703  | 100 %    | 278.300   | 100 %     | 242.451    | 100 %      | 261.368     | 100 %       | 281.864          | 100 %            |
| Männer                                 | 83.926   | 50,96 %  | 141.234   | 50,75 %   | 123.247    | 50,83 %    | 133.698     | 51,15 %     | 143.759          | 51,00 %          |
| Frauen                                 | 80.777   | 49,04 %  | 137.066   | 49,25 %   | 119.204    | 49,17 %    | 127.670     | 48,85 %     | 138.105          | 49,00 %          |
| Stadt                                  | 38.487   | 23,37 %  | 71.213    | 25,59 %   | 0          | 0 %        | 0           | 0 %         | 0                | 0 %              |
| Land                                   | 126.216  | 76,63 %  | 207.087   | 74,41 %   | 242.451    | 100 %      | 261.368     | 100 %       | 281.864          | 100 %            |
| Quelle: Ergebnis der Volkszählung 2011 |          |          |           |           |            |            |             |             |                  |                  |